# Alfie Mawson
Alfie Robert John Mawson (Hillingdon, London, 1994. január 19. –) angol labdarúgó, aki jelenleg a Swansea Cityben játszik, hátvédként.

## Pályafutása

### Brentford
Mawson 2010-ben került a Brentford ifiakadémiájára, a Readingtől. A 2011-12-es szezonban bekerült a Development-keretbe, ahol 27 mérkőzésen lépett pályára, és az idény második felére kinevezték csapatkapitánnyá. 2012 áprilisában aláírta első, két évre szóló profi szerződését a Brentforddal. Júliusban ő is elutazott az első csapattal a németországi felkészülési túrára, ahol a ZFC Meuselwitz ellen pályára léphetett. Tétmeccsen nem léphetett pályára a klubban a 2012-13-as szezonban, mivel több sérülés is hátráltatta. 2012 decemberében egy hónapra kölcsönvette a hatodosztályban szereplő Maidenhead United. Egy Truro City elleni mérkőzésen mutatkozott be. Teljesítménye miatt a csapat menedzsere, Johnson Hippolyte dicséretben részesítette. Mawson 2013. január 9-én visszatért a Brentfordhoz, de a következő hónapban ismét kölcsönvette a Maidenhead, ezúttal a szezon végéig.
2013 augusztusában tétmeccsen is bemutatkozhatott a Brentford első csapatában, egy Derby County elleni Ligakupa-meccsen, a 73. percben beállva. Október 4-én harmadszor is kölcsönvette a Maidenhead United. Kölcsönszerződése eredetileg csak a hónap végéig szólt, de végül 2014. január 4-ig meghosszabbították. A Brentford végül idő előtt, november 28-án visszahívta, miután csak négy mérkőzésen kapott lehetőséget. Ugyanazon a napon kölcsönben az ötödosztályban játszó Luton Townhoz igazolt. December 7-én, az Alfreton Town ellen mutatkozott be, de egy sérülés miatt le kellett cserélni. 2014. január 10-én, mindössze egy mérkőzés után visszatért anyaegyesületéhez.
Január 31-én a szezon végéig kölcsönben visszatért az ötödosztályba, a Welling Unitedhez. Február 22-én, a Tamworth ellen debütált. Első gólját három nappal később, a Gateshead ellen szerezte. Egy súlyos térdsérülés miatt kölcsönszereplése idejekorán véget ért. Sérülése olyan súlyos volt, hogy az is felmerült, hogy befejezi a pályafutását. Végül június 5-én új, egyéves szerződést írt alá a Brentforddal. Augusztus 9-én egy hónapra kölcsönvette a negyedosztályú Wycombe Wanderers, a sérült Gary Doherty pótlására. A 2014-15-ös idény első napján, a Newport County ellen mutatkozott be. Ez volt pályafutása első bajnoki mérkőzése a The Football League-ben. Miután a Wycombe első hat meccsén kivétel nélkül pályára lépett, kölcsönszerződését 2015. január 1-jéig meghosszabbították.
November 17-én, a Burton Albion ellen megsérült. A hónap végén, a Hartlepool United ellen tért vissza a pályára és első gólját is megszerezte. Teljesítményével bekerült a hét csapatába a The Football League-ben. 2015. január 3-án a szezon végéig meghosszabbították a kölcsönszerződését, a visszahívás lehetősége nélkül. Április 11-én győztes gólt szerzett a Cheltenham Town ellen. Az idény utolsó napján, a Northampton Town ellen a 97. percben döntötte el a mérkőzést. A Wycombe bekerült a feljutásért vívott rájátszásba, ahol döntőbe jutott, de ott végül kikapott a Southend Unitedtől. A szurkolók megválasztották az év legjobbjának a csapatnál, a negyedosztályban pedig a harmadik helyen végzett az év játékosa szavazáson.
2015 áprilisában a Brentford új, két évre szóló szerződést ajánlott neki, de visszautasította azt és június 30-án, szerződése lejárta után távozott a klubtól.

### Barnsley
Mawson június 30-án három évre írt alá a harmadosztályú Barnsleynál. Első gólját egy Millwall elleni mérkőzésen szerezte. Jó teljesítményt nyújtott első szezonjában, 48 bajnoki mérkőzésen lépett pályára, beleértve a rájátszást is, hét gólt szerzett, és 2016. április 3-án megnyerte csapatával a Football League Trophyt. Végül a rájátszást is megnyerte klubjával, a Millwallt legyőzve a döntőben, így feljutva a másodosztályba.

### Swansea City
2016. augusztus 30-án leigazolta a Premier League-ben szereplő Swansea City, négyéves szerződést kötve vele. A bajnokságban október 22-én, a Watford ellen mutatkozott be.

## Külső hivatkozások
- Alfie Mawson pályafutásának statisztikái a Soccerbase oldalon (angolul)